# Miguel Ignomiriello
Miguel Ubaldo Ignomiriello (La Plata, 11 de junio de 1927) es un entrenador de fútbol argentino. Comenzó su carrera en el club Gimnasia y Esgrima La Plata, y tuvo destacadas actuaciones como entrenador de los juveniles de Estudiantes de La Plata, adonde fue el formador de la famosa Tercera que Mata. Se destacó también como entrenador de Rosario Central, Nacional de Montevideo y del Seleccionado Argentino.

## Carrera

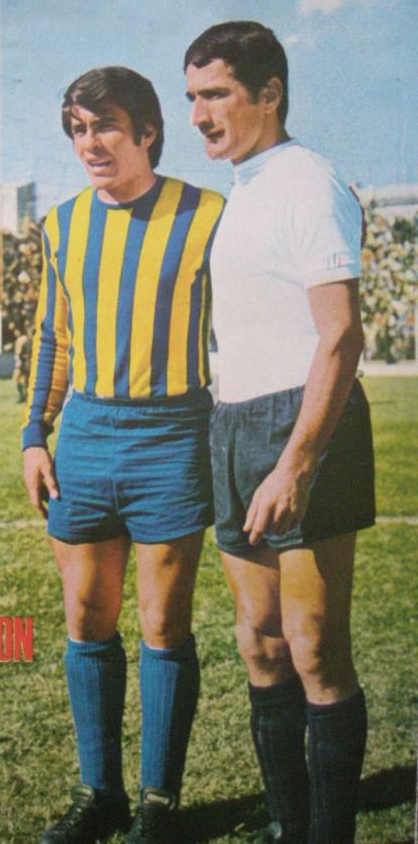
Roberto Gramajo y Juan Ramón Verón; el Chango debutó en Central con Ignimiriello, mientras que dirigió a la Bruja en La tercera que mata.

### Inicios y su protagonismo en Estudiantes
Tras iniciarse como preparador físico, obtuvo su título de Director Técnico de fútbol en 1953. Su primera función en un equipo de mayores fue en Gimnasia y Esgrima La Plata, durante 1957. A principios de los años 1960 desempeñó funciones en Arsenal de Llavallol, para llegar luego a Estudiantes de La Plata en 1963. Allí se hizo cargo de la coordinación de las divisiones juveniles, mostrándose como un adelantado a su época, implementando diversos sistemas de trabajo novedosos, tanto dentro como fuera de la cancha. En 1965 condujo al campeonato a una de las divisiones del pincha, conocida como La tercera que mata; en este equipo se destacaron muchos de los futbolistas que luego llevarían a Estudiantes a la cima del fútbol mundial: Juan Ramón Verón, Alberto Poletti, Eduardo Flores, Oscar Malbernat, Carlos Pachamé, entre otros.

### Rosario Central

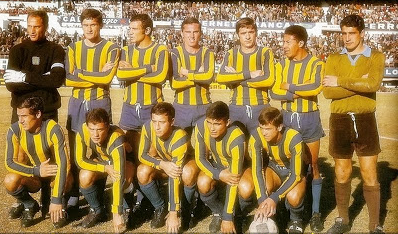
Rosario Central 1968. Parados: Edgardo Andrada, Aurelio Pascuttini, José Mesiano, Hugo Mateos, Otto Sesana, José Jorge González, Daniel Carnevali; agachados: Enzo Gennoni, Ricardo Palma, Aldo Poy, Roberto Gramajo, Alberto Gómez.

En 1967 llegó a Rosario Central, de la mano de Adolfo Boerio, con la idea de reorganizar las divisiones inferiores del club. Al poco tiempo debió hacerse cargo de la Primera. Durante su estadía en el club auriazul, hasta 1969, realizó grandes contribuciones a partir de su trabajo, apuntando a la verdadera profesionalización del fútbol canalla. Concretó la doble jornada de trabajo, el riego por aspersión en la cancha, la realización de una pretemporada en La Cumbre (Córdoba), la creación de un Departamento de Fútbol en el club, el arrendamiento de la cancha de Argentino de Rosario para practicar, preservando la del viejo estadio de Arroyito, y el reacondicionamiento de los vestuarios. De esta forma generó la formación de los jugadores que brillarían en la primera del club en la década de 1970, así como también la de Carlos Griguol como entrenador. Su campaña como entrenador del equipo de Primera abarcó 107 partidos, de los que ganó 47, empató 36 y perdió solo 24. Sus métodos de trabajo tenían también detractores; en 1967 César Menotti había retornado a Rosario Central, pero este paso duró solo dos partidos para él, ya que no compartía la idea de Ignomiriello de practicar en doble turno y de extender las concentraciones.
Llegó a estar invicto en sus primeros ocho clásicos rosarinos frente a Newell's Old Boys, marca que fue superada en 2014 por Miguel Ángel Russo. Bajo su mando debutaron jugadores como Miguel Bustos, Tomás Felipe Carlovich, Raúl Castronovo, Alberto Fanesi, Hijitus Gómez, Roberto Gramajo, y afirmó en el primer equipo a otros como Aldo Poy, Aurelio Pascuttini, Ricardo Palma, Luis Giribet. Consiguió además buenas campañas en el campeonato de Primera División; la mejor de ellas fue durante el Nacional 1968, cuando quedó a un punto de Vélez Sarsfield, River Plate y Racing Club, quienes quebraron la igualdad mediante un triangular que coronó campeón al cuadro de Liniers. Dejó Arroyito tras la salida de la presidencia de Adolfo Boerio, hombre que siempre había defendido el trabajo de Ignomiriello ante las críticas reiteradas de sus pares de comisión directiva.

### La Selección Argentina

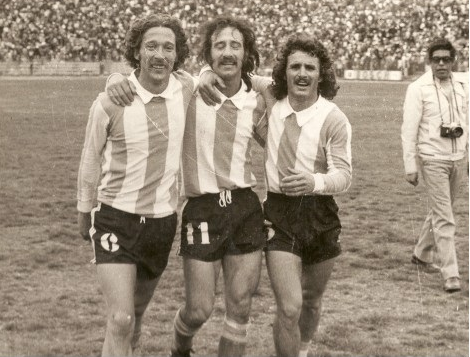
Daniel Tagliani, Aldo Poy y Osvaldo Cortés, festejando el triunfo argentino en La Paz el 23 de septiembre de 1973.

Tras dejar Central, Ignomiriello retornó a Estudiantes, donde llegó a conducir al equipo de primera en 1971 tras la salida de Osvaldo Zubeldía; al año siguiente dirigió a San Lorenzo de Almagro, mientras que en 1973 pasó a integrar el cuerpo técnico de la Selección Argentina. Entrenó al seleccionado sub-20 durante el Torneo Juvenil de Cannes; al mismo tiempo colaboraba con el entrenador de la mayor, Omar Sívori. Durante mayo de ese mismo año fue el entrenador a cargo en los cotejos ante Uruguay por las copas Lipton y Newton; ambos encuentros finalizaron igualados, obteniendo el trofeo de la primera Uruguay al ser el visitante y Argentina de la restante a partir de la misma razón. Su más destacada actuación en el elenco nacional fue en la preparación de la llamada Selección Fantasma; la misma fue armada de cara a un partido de eliminatorias rumbo a la Copa del Mundo de 1974. Argentina necesitaba obtener un triunfo para reacomodarse en la tabla clasificatoria; ante la dificultad de jugar en la altura de La Paz, Ignomiriello armó un equipo con futbolistas jóvenes y poco conocidos, a excepción de Aldo Poy, concentrándolos durante un mes y medio entre La Quiaca y Cuzco, con el objetivo de que logren aclimatarse a la altura. Ante la poca atención que recibieron, tanto de la prensa como de los directivos de AFA, fueron bautizados con el apelativo antes mencionado. Finalmente, el 23 de septiembre de 1973, Argentina, dirigido en dupla técnica por Sívori e Ignomiriello, enfrentó a su similar de Bolivia en el Estadio Hernando Siles y lo derrotó 1-0 con gol de Oscar Fornari. Este triunfo dejó a las puertas de la clasificación a los albicelestes, objetivo que lograron dos semanas más tarde al derrotar a Paraguay.

### Pasos por otros clubes
Ignomiriello llegó a Nacional de Uruguay en 1974, contratado para formar futbolistas que nutrieran a la primera en los años siguientes. Así, se destacaron bajo su tutela jugadores como Juan Ramón Carrasco, Alfredo de los Santos, Darío Pereyra, Hebert Revetria, Alberto Bica, entre otros. Incluso llegó a tomar al equipo de primera de forma interina durante ese 1974. Su ciclo en el club duró dos años.
En 1976 retornó a Argentina, entrenando primero a Independiente en la Copa Libertadores, y luego a Atlético Tucumán durante el Nacional de ese año. Emigró al fútbol boliviano para dirigir a Bolívar, con el que también afrontó el torneo continental. Tuvo un breve paso por la Selección de Ecuador en 1981; continuó sumando clubes en su haber en los años siguientes; durante el resto de la década de 1980 se centró en los torneos de ascenso. Así, consiguió coronarse campeón con Talleres de Remedios de Escalada en el Campeonato de Primera B 1987-88, logrando el ascenso a la Primera B Nacional, segunda categoría del fútbol argentino. Su última actuación en un equipo de mayores fue en La Plata Fútbol Club, en el Torneo Argentino A.

## Reconocimientos y distinciones
El trabajo de Miguel Ignomiriello ha sido destacado por su innovación, compromiso profesional y por la formación del jugador no solo como futbolista sino también como persona. Según Aldo Poy "fue una figura que transformó el fútbol amateur en profesional en Rosario Central. Con él se realizaron las primeras pretemporadas. También dirigió la primera división con muy buenos resultados, y le dejó un aprendizaje impresionante a los juveniles”. Entre las distinciones más importantes que ha recibido se encuentran el recibir el título de Ciudadano Ilustre de su ciudad natal, La Plata, en 2008 y el de Profesional Distinguido de Rosario en 2013. Fue reconocido por Nacional en el Estadio Centenario en la previa de un cotejo de Copa Libertadores 2013 ante Boca Juniors; sumó varias de estas menciones de parte de diversos clubes y asociaciones de fútbol. En los últimos años se desempeñó como asesor permanente de la presidencia del Club Estudiantes de La Plata.

## Clubes
| Club                                | País      | Año       |
| ----------------------------------- | --------- | --------- |
| Gimnasia y Esgrima La Plata         | Argentina | 1957      |
| Arsenal de Llavallol                | Argentina | 1960      |
| Estudiantes de La Plata (juveniles) | Argentina | 1963-1966 |
| Rosario Central (juveniles)         | Argentina | 1967      |
| Rosario Central                     | Argentina | 1967-1969 |
| Estudiantes de La Plata             | Argentina | 1971      |
| San Lorenzo de Almagro              | Argentina | 1972      |
| Selección Nacional sub-20           | Argentina | 1973      |
| Selección Nacional                  | Argentina | 1973      |
| Nacional (juveniles)                | Uruguay   | 1974-1976 |
| Nacional                            | Uruguay   | 1974      |
| Independiente                       | Argentina | 1976      |
| Atlético Tucumán                    | Argentina | 1976      |
| Bolívar                             | Bolivia   | 1977      |
| Unión de Santa Fe                   | Argentina | 1978      |
| Vélez Sarsfield                     | Argentina | 1978      |
| Deportivo Quito                     | Ecuador   | 1979      |
| Selección Nacional                  | Ecuador   | 1981      |
| Defensores de Cambaceres            | Argentina | 1985-1987 |
| Talleres de Remedios de Escalada    | Argentina | 1987-1988 |
| Defensores de Cambaceres            | Argentina | 1992      |
| Douglas Haig                        | Argentina | 1994      |
| La Plata Fútbol Club                | Argentina | 1996-1998 |
| Platense                            | Argentina | 1999      |
| Arsenal de Sarandí                  | Argentina | 2001      |
| Sportivo Italiano                   | Argentina | 2002      |
| Chacarita Juniors                   | Argentina | 2004      |
| Banfield                            | Argentina | 2008      |
| Deportivo Armenio                   | Argentina | 2011      |
| Parque del Plata                    | Uruguay   | 2013      |

## Detalle de partidos en la Selección Argentina

### Selección mayor
| Instancia                  | Fecha      | Estadio                       | Rival   | Resultado |
| -------------------------- | ---------- | ----------------------------- | ------- | --------- |
| Copa Lipton                | 17-05-1973 | José Amalfitani, Buenos Aires | Uruguay | 1-1       |
| Copa Newton                | 23-05-1973 | Centenario, Montevideo        | Uruguay | 1-1       |
| Eliminatorias Mundial 1974 | 23-09-1973 | Hernando Siles, La Paz        | Bolivia | 1-0       |

### Selección sub-20 - Torneo Juvenil de Cannes
| Instancia    | Fecha      | Estadio                     | Rival          | Resultado |
| ------------ | ---------- | --------------------------- | -------------- | --------- |
| 4.° de final | 21-04-1973 | Pierre de Cuobertin, Cannes | Benfica        | 3-0       |
| Semifinal    | 21-04-1973 | Pierre de Cuobertin, Cannes | Brasil         | 1-1(1)    |
| 3.° puesto   | 22-04-1973 | Pierre de Cuobertin, Cannes | Standard Lieja | 2-0       |

## Palmarés

### Títulos internacionales
| Equipo    | Título      | Año  |
| --------- | ----------- | ---- |
| Argentina | Copa Newton | 1973 |

### Títulos nacionales
| Equipo                           | País      | Título           | Año     |
| -------------------------------- | --------- | ---------------- | ------- |
| Talleres de Remedios de Escalada | Argentina | Tercera División | 1987-88 |